# سارا بارتمن (کشتی)
سارا بارتمن (کشتی) (به انگلیسی: Sarah Baartman (ship)) یک کشتی است که طول آن ۸۲٫۹ متر (۲۷۲ فوت) می‌باشد. این کشتی در سال ۲۰۰۴ ساخته شد.